# Selección femenina de voleibol de Croacia
La selección femenina de voleibol de Croacia es el equipo representativo del país en las competiciones oficiales de voleibol. Su organización está a cargo de la Federación Croata de Voleibol. En junio de 2024 se encontraba en el 36° puesto en el ranking mundial de la FIVB.

## Palmarés
| Competición        |   |   |   | Total |
| ------------------ | - | - | - | ----- |
| Juegos Olímpicos   | 0 | 0 | 0 | 0     |
| Campeonato Mundial | 0 | 0 | 0 | 0     |
| Campeonato Europeo | 0 | 3 | 0 | 3     |
| Grand Prix         | 0 | 0 | 0 | 0     |
| Copa del Mundo     | 0 | 0 | 0 | 0     |
| Copa Challenger    | 1 | 0 | 0 | 1     |
| Total              | 1 | 3 | 0 | 4     |

## Resultados

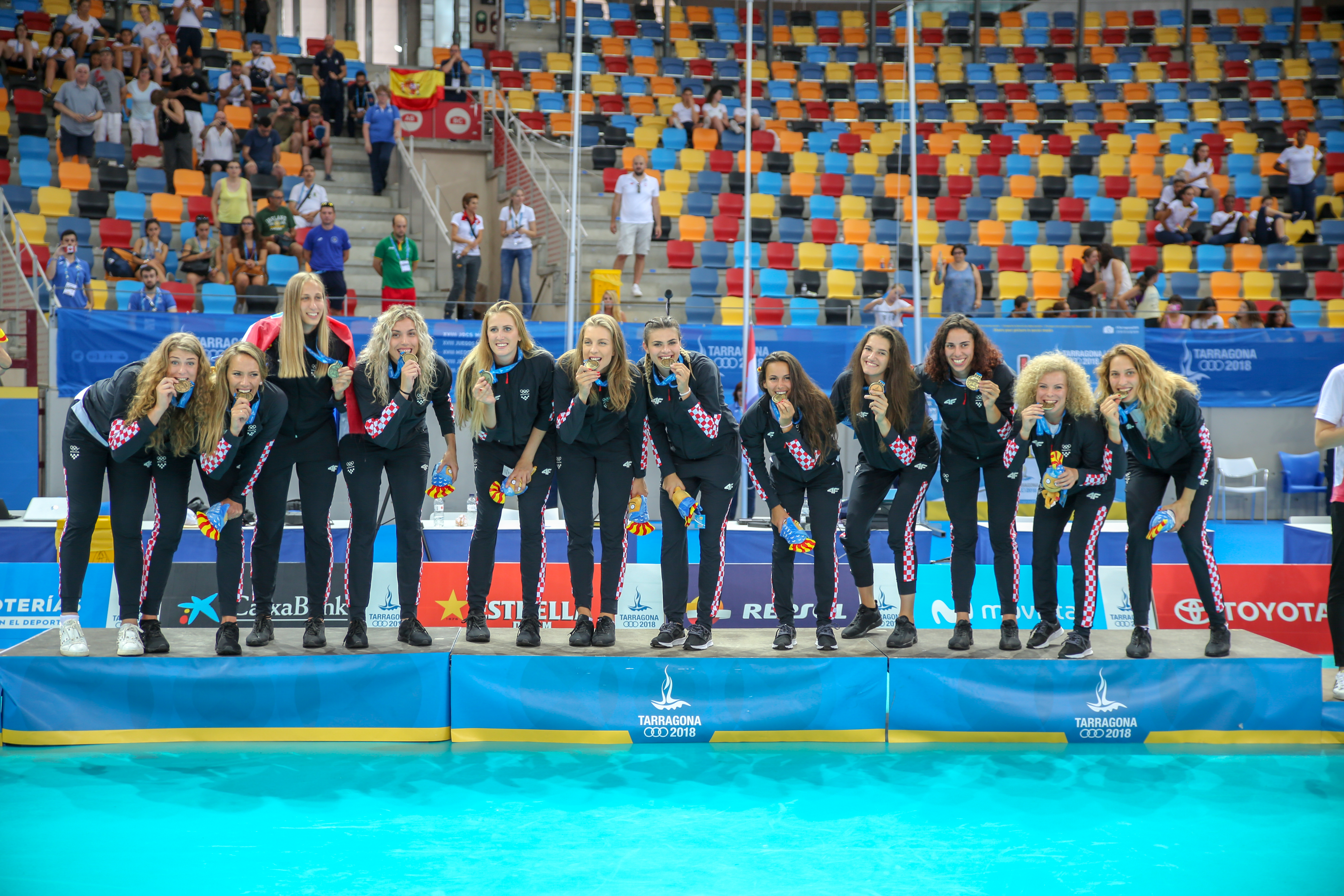
Croacia con la medalla de oro de los Juegos del Mediterráneo 2018

### Juegos Olímpicos
- 2000 — 7° Puesto
- 2004 - 2012 — No clasificado

### Campeonato Mundial
- 1998 — 6° Puesto
- 2010 — 17° Puesto
- 2014 — 13° Puesto

### Copa Mundial
- 1995 — 4° Puesto
- 1999 — 8° Puesto
- 2003 - 2015 — No clasificado

### Grand Prix
- 2014 — 23° Puesto
- 2015 — Clasificado

### Campeonato Europeo
- 1993 — 6° Puesto
- 1995 — 2° Puesto
- 1997 — 2° Puesto
- 1999 — 2° Puesto
- 2001 — 9° Puesto
- 2003 — No clasificado
- 2005 — 8° Puesto
- 2007 — 14° Puesto
- 2009 — 16° Puesto
- 2011 — 13° Puesto
- 2013 — 5° Puesto
- 2015 — Clasificado

### Copa Challenger
- 2019 — 4° Puesto
- 2022 — 1er Puesto
- 2023 — 7° Puesto

## Equipo actual
La siguiente es la lista de  Croacia en el Campeonato Mundial de Voleibol Femenino de 2014.
Director Técnico:  Angelo Vercesi
| N.º | Nombre          | Cumpleaños           | Altura  | Peso  | Ataque  | Bloque  | Posición | Club 2014             |
| --- | --------------- | -------------------- | ------- | ----- | ------- | ------- | -------- | --------------------- |
| 1   | Senna Ušić      | 14/05/1986 (38 años) | 1.91 cm | 78 kg | 3.02 cm | 2.92 cm | Punta    | Pallavolo Scandicci   |
| 2   | Ana Grbac       | 23/03/1988 (36 años) | 1.87 cm | 64 kg | 2.98 cm | 2.88 cm | Armadora | Voléro Zürich         |
| 4   | Nikolina Jelić  | 09/11/1991 (33 años) | 1.88 cm | 69 kg | 2.93 cm | 2.86 cm | Libero   | VolleyStars Thüringen |
| 5   | Antonija Kaleb  | 02/04/1986 (38 años) | 1.88 cm | 71 kg | 3.05 cm | 2.89 cm | Central  | Jakarta BNI 46        |
| 7   | Bernarda Ćutuk  | 22/12/1990 (34 años) | 1.86 cm | 76 kg | 3.17 cm | 3.00 cm | Central  | SC Potsdam            |
| 8   | Mia Jerkov      | 05/12/1982 (42 años) | 1.92 cm | 68 kg | 3.10 cm | 2.95 cm | Punta    | Denso Airybees        |
| 10  | Ivana Miloš     | 07/03/1986 (39 años) | 1.87 cm | 70 kg | 3.12 cm | 2.96 cm | Central  | Bursa BBSK            |
| 11  | Sanja Popović   | 31/05/1984 (40 años) | 1.86 cm | 76 kg | 2.91 cm | 2.83 cm | Opuesta  | Budowlani Łódź        |
| 13  | Samanta Fabris  | 08/02/1992 (33 años) | 1.88 cm | 79 kg | 3.22 cm | 3.06 cm | Opuesta  | LJ Modena             |
| 14  | Karla Klarić    | 05/09/1994 (30 años) | 1.88 cm | 86 kg | 3.10 cm | 3.00 cm | Punta    | CSM București         |
| 15  | Bernarda Brčić  | 12/05/1991 (33 años) | 1.92 cm | 81 kg | 3.05 cm | 2.97 cm | Armadora | Tiboni Urbino         |
| 17  | Jelena Alajbeg  | 01/10/1989 (35 años) | 1.83 cm | 75 kg | 3.10 cm | 3.00 cm | Opuesta  | İller Bankası         |
| 18  | Maja Poljak (C) | 02/05/1983 (41 años) | 1.94 cm | 80 kg | 3.05 cm | 3.00 cm | Central  | Eczacıbaşı Istanbul   |
| 21  | Marija Usić     | 05/02/1992 (33 años) | 1.85 cm | 67 kg | 2.92 cm | 2.78 cm | Libero   | Datovoc Tongeren      |

## Escuadras
- Campeonato Europeo 2001 — 9° lugar

- Natasa Osmokrovic, Ingrid Siscovich, Patricia Daničić, Marina Katić, Dragana Marinkovic, Biljana Gligorović, Elena Chebukina, Vesna Jelić, Beti Rimac, Maja Poljak, Mia Jerkov y Iskra Mijalić. Entrenador: Nenad Komadina.

- Campeonato Europeo 2005 — 8° lugar

- Zrinka Zuanović, Maria Likhtenchtein, Marina Katić, Barbara Ružić, Ilijana Dugandžić, Sanja Popović, Katarina Barun, Vesna Jelić, Beti Rimac, Patricia Daničić, Mia Jerkov y Maja Poljak. Entrenador: Ivica Jelić.

- Campeonato Europeo 2007 — 14° lugar

- Zrinka Petrović, Ana Grbac, Marina Miletić, Mirela Delić, Sanja Popović, Diana Reščić, Paola Došen, Ilijana Dugandžić, Ivana Miloš, Katarina Barun, Jelena Alajbeg y Lucija Cigić. Entrenador: Mijo Vuković.

- Campeonato Europeo 2009 — 16° lugar

- Ana Grbac, Marina Miletić, Mirela Delić, Sanja Popović, Cecilia Dujieć, Mia Jerkov, Marina Katić, Katarina Barun, Senna Ušić, Ivana Miloš, Jelena Alajbeg y Maja Poljak. Entrenador: Miroslav Aksentijević.

- Campeonato Mundial 2010 — 17° lugar

- Ana Grbac, Cecilia Dujić, Marina Miletić, Mirela Delić, Sanja Popović, Mia Todorović, Mia Jerkov, Ilijana Dugandžić, Senna Ušić, Marina Katić, Mirela Bareš, Ivana Miloš, Jelena Alajbeg y Maja Poljak. Entrenador: Miroslav Aksentijević.

- Campeonato Europeo 2011 — 13° lugar

- Biljana Gligorović, Marijeta Draženović, Marina Miletić, Sanja Popović, Hana Čutura, Ilijana Dugandžić, Mira Topić, Nikolina Kovačić, Ivana Miloš, Paola Došen, Jelena Alajbeg y Maja Poljak. Entrenador: Damir Jurko.

- Campeonato Europeo 2013 — 5° lugar

- Senna Ušić, Ana Grbac, Mira Topić, Bernarda Ćutuk, Mia Jerkov, Ivana Miloš, Sanja Popović, Samanta Fabris, Bernarda Brčić, Martina Malević, Jelena Alajbeg y Maja Poljak. Entrenador: Igor Lovrinov.

- Grand Prix 2014 — 23° Lugar

- Senna Ušić, Ana Grbac, Nikolina Jelić, Antonija Kaleb, Bernarda Ćutuk, Mia Jerkov, Ivana Miloš, Samanta Fabris, Karla Klarić, Bernarda Brčić, Jelena Alajbeg, Maja Poljak. Entrenador: Angelo Vercesi.

- Campeonato Mundial 2014 — 13° lugar

- Senna Ušić, Ana Grbac, Nikolina Jelić, Antonija Kaleb, Bernarda Ćutuk, Mia Jerkov, Ivana Miloš, Sanja Popović, Samanta Fabris, Karla Klarić, Bernarda Brčić, Jelena Alajbeg, Maja Poljak y Marija Usić. Entrenador: Angelo Vercesi.